# ابن حمدون
بهاء الدين محمد بن الحسن بن محمد البغدادي يعرف عمومًا بـابن حمدون الكاتب (1102 - 1167) شاعر وكاتب عراقي. كان عارض العسكر المقتفي لأمر الله ، ثم صار صاحب ديوان الزمان لمستنجد بالله. هو من بيت مشهور بالرياسة والفضل، وكان أديبًا فاضلاً. له كتاب اسمه التذكرة في الأدب والتاريخ. فوقف المستنجد بالله على حكايات ذكرها توهم في الدولة غضاضة، فقبض عليه وحبس، وظل في الحبس حتى مات ودفن في مقابر قريش ببغداد. حقق كتابه إحسان عباس ونشره بعنوان التذكرة الحمدونية في 1983. 

## سيرته
هو أَبُو المعالي كافي الكفاة بهاء الدين مُحَمَّد بْن الْحَسَن بْن عليّ بْن حمدون البغدادي، ولد في بغداد سنة 1102 م/ 495 هـ ونشأ بها في عائلة معروفة بالفضل والرياسة. كان عارض العسكر المقتفي لأمر الله ثم اختص بالمستجد بالله ونادمه، فولاه ديوان الزمان ولقّبه كافي الكفاة ثم وقف المستنجد على حكايات لابن حمدون رواها في كتابه التذكرة، "توهم غضاضة من الدولة، فقبض عليه وحبسه، وظل ابن حمدون في الحبس حتى توفي في سنة 562 هـ/ 1167 م ودفن بمقابر قريش. 

## مؤلفاته
- التذكرة: في الأدب والتاريخ، جمع فيه الغث والسمين والمعرفة والنكرة وتعرف أيضًا بتذكرة ابن حمدون. حققه إحسان عباس ونشره بعنوان التذكرة الحمدونية في 1983.